# DC-10 (discothèque)
Pour l’article homonyme, voir DC10.
Le DC-10 est une discothèque de techno située à Ibiza, en Espagne, près de l'aéroport.

## Histoire
En 1999, des afterhours du lundi appelés Circoloco ont commencé à être organisés régulièrement dans une finca réaménagée près de l'aéroport d'Ibiza, dans la commune de Sant Josep de sa Talaia. À partir de 2000, le lieu est officiellement créé sous le nom de DC-10. La discothèque peut accueillir 1 500 personnes et dispose d'un espace ouvert sur le haut et d'un espace couvert. Le magazine britannique DJ Mag classe le club à la 12e place de son classement annuel des 100 meilleurs clubs en 2016. Dans un article paru en 2017 dans le Süddeutsche Zeitung, Martin Pfnür qualifie le DC-10 de « club géant légendaire ». Dirk Matejovski, professeur à l'Institut des sciences des médias et de la culture de l'université Heinrich-Heine de Düsseldorf, exprime son point de vue en 2018 dans un essai paru dans la revue spécialisée en culture pop Pop. Kultur und Kritik, que l'établissement possédait un « statut de culte underground ».
En octobre 2017, le Diario de Ibiza rapporte que le DC10 a été fermé par la police pour cause de tapage nocturne,.
Financièrement touché par les effets de la pandémie de Covid-19 de 2020, le DC-10 survit à la crise et compte toujours parmi les « discothèques les plus prestigieuses et les plus influentes » d'Ibiza. 